# Antar (Unternehmen)
Antar, ausgeschrieben Antar (Société anonyme d'exploitations pétrolières), abgekürzt auch Antar SAEP, war ein französisches Mineralölunternehmen, das aus der Raffinerie Pechelbronn hervorging, welche die Erdölvorkommen in den Pechelbronner Schichten nutzte.

## Geschichte

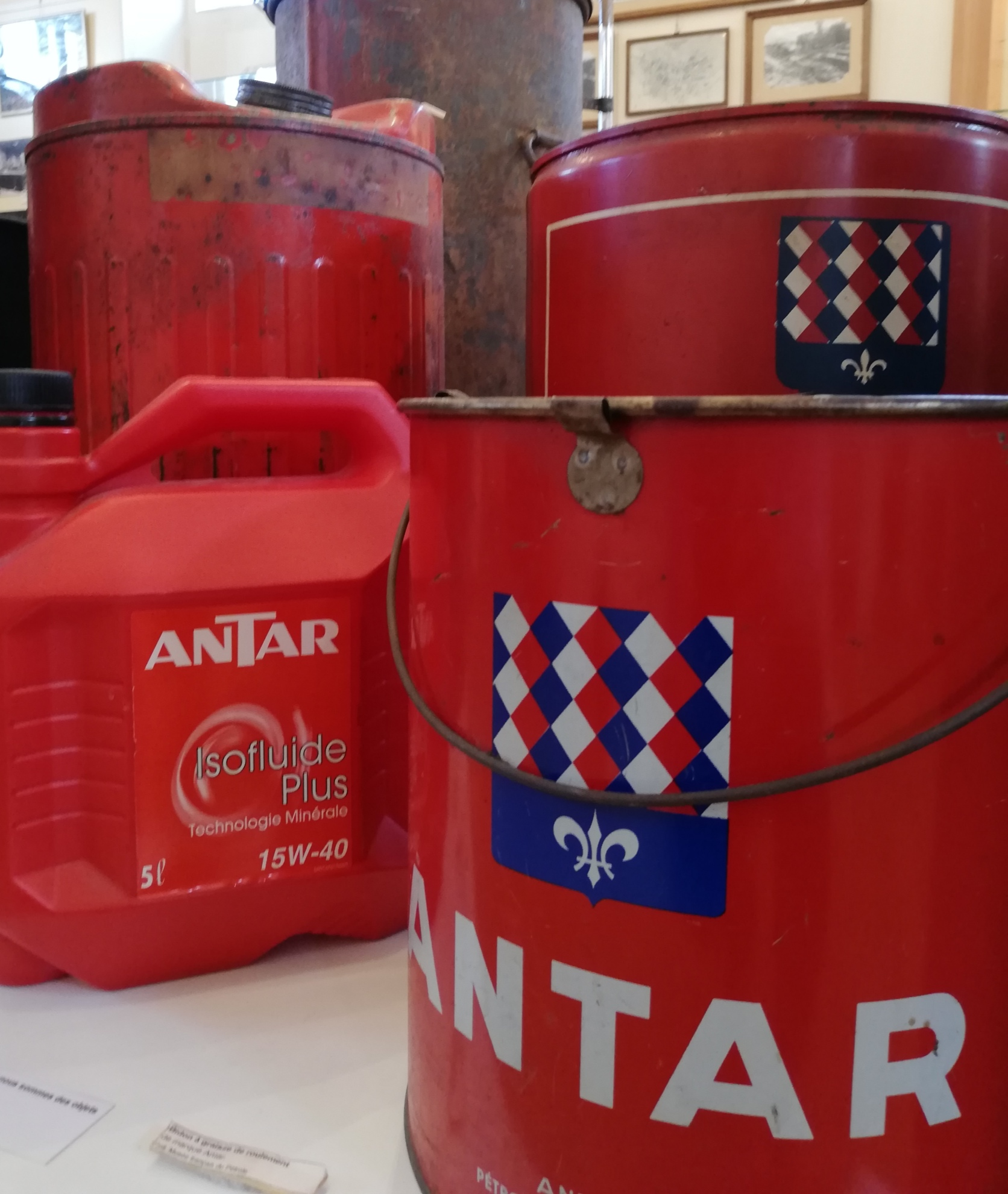
Kanister und andere Behälter im Musée du Pétrole in Merkwiller-Pechelbronn

Nach dem Ersten Weltkrieg wurde das Elsass wieder französisch, sodass die deutschen Anlagen für die Erdölförderung aus den Pechelbronner Schichten an Frankreich gingen. Die Vereinigte Pechelbronner Oelbergwerke wurden 1921 vom französischen Staat an die Société Alsacienne d’Etudes Minières verpachtet, welche das Geschäft in die Pechelbronn SAEM einbrachte. 1926 nahm Pechelbronn eine neue Raffinerie in Betrieb, die es ermöglichte, hochwertige Schmieröle herzustellen. Ab 1927 verkaufte Socal die Schmierstoffe unter dem Markennamen Antar, die Treibstoffe unter der Marke Socaline. Ein Jahr danach wurde für den Vertrieb der Schmierstoffe ein eigenes Unternehmen gegründet, die Société des Huiles Antar (SHA). Die Handelsorganisationen Socal und SHA wurden 1949 zusammengelegt und firmierten fortan als Antar (Société anonyme d'exploitations pétrolières). Die Société Française des Pétroles Essences et Naphtes (PEN), welche für den Vertrieb der Produkte aus Pechelbronn im Westen und im Zentrum Frankreichs zuständig war, wird 1950 in die Antar SAEP integriert. Für den Vertrieb von Flüssiggas aus den Raffinerien gründete das Unternehmen die Antargaz.
In den Jahren 1953 und 1954 wurden die Vertriebsnetze der Raffinerien Pechelbronn und Donges auf den Markennamen Antar umgestellt. Das betrifft die Netze von Antar SAEP, Société des Consommateurs de Pétrole (SERCO), Société alsacienne des carburants (SOCA) und STARDIS (Worms).
Die Raffinerie Donges unter dem Namen Raffineries Françaises de Pétrole de l'Atlantique (RFPA) übernimmt 1954 das ganze Antar-Verteilernetz und firmiert ab 1955 als Antar-Pétroles de l'Atlantique.